# Sulcia cretica lindbergi
Sulcia cretica là một loài nhện trong họ Leptonetidae.
Loài này thuộc chi Sulcia. Sulcia cretica lindbergi được miêu tả năm 1962 bởi Dresco.